# Hedyotis albonerva
Hedyotis albonerva är en måreväxtart som beskrevs av Richard Henry Beddome. Hedyotis albonerva ingår i släktet Hedyotis och familjen måreväxter. Inga underarter finns listade i Catalogue of Life.